# کریس کونتوس (موسیقی‌دان)
کریس کونتوس (انگلیسی: Chris Kontos؛ زادهٔ ۲۵ ژوئن ۱۹۶۸) طبل‌زن، و موسیقی‌دان اهل ایالات متحده آمریکا است.